# Placera
Placera är en nättidning om sparande, aktier, fonder och pensioner. Kärnområdet är råd och vägledning i aktie- och fondanalyser samt sparande i vid bemärkelse. Placera har cirka 400 000 unika besökare i veckan.
Placera ges ut av bolaget Placera Media Stockholm AB, som är ett dotterbolag till Avanza Bank. Verksamheten är annonsfinansierad i syfte att göra publikationen redaktionellt oberoende i förhållande till ägaren Avanza Bank.
Chefredaktör och ansvarig utgivare är Anders Lundborg.
I bolaget Placera Media ingår även tidningen Börsveckan som delar redaktion och vissa skribenter med Placera.
Sedan den 21 juni 2023 äger Placera även 10% av aktierna i social trading-bolaget Stock Republic AB, motsvarande 15 MSEK.